# Noworożdiestwienskaja
Noworożdiestwienskaja (ros. Новорождественская) – stanica w Rosji, w Kraju Krasnodarskim, w rejonie tichorieckim. W 2010 liczyła 6505 mieszkańców.